# Dinamometrie
Dinamometria este procesul de măsurare a forței/contracției musculare cu ajutorul dinamometrului.
Se măsoară forța maximală voluntară, care reprezintă forța maximă ce poate fi menținută în cursul unei contracții izometrice pe o durată de 3–4 secunde. În cazul contracțiilor energice și rapide se pot realiza valori mai mari, însă acestea nu pot fi menținute.
Dinamometrele actuale se bazează pe principiul măsurării forței unor grupe musculare față de un punct fix.